# NGC 722
NGC 722 je galaksija u zviježđu Ovan.

## Vanjske poveznice
- SEDS: NGC 722